# دیان مایستوروویچ
دیان مایستوروویچ (سیریلیک صربی: Дејан Мајсторовић؛ زادهٔ ۲۲ آوریل ۱۹۸۸) بازیکن بسکتبال اهل صربستان است.
وی در مسابقات کشوری و بین‌المللی در مجموع برندهٔ ۵ مدال طلا، ۲ مدال نقره، ۲ مدال برنز شده‌است.